# Real Federación Española de Atletismo
La Real Federación Española de Atletismo (RFEA) es el máximo de los organismos que gestionan el atletismo en España, ocupándose de todo aquello que esté relacionado con la selección nacional y encargándose de organizar las principales competiciones atléticas celebradas en territorio español, como por ejemplo los Campeonatos de España. Ostenta con carácter exclusivo la representación de la Asociación Internacional de Federaciones de Atletismo (IAAF) y la Asociación Europea de Atletismo (AEA) en España, además de ejercer por delegación funciones públicas de carácter administrativo.
Raúl Chapado es Presidente de la RFEA desde el 26 de noviembre de 2016 cuando derrotó a Isidoro Hornillos por 105 votos a 48 y 6 votos en blanco, sucediendo en el cargo a José María Odriozola que se había mantenido en el mismo durante más de 27 años.
Es la tercera federación española que más victorias olímpicas ha aportado al deporte español, con un total de 15 medallas.

## Historia de la RFEA
Con anterioridad a la constitución de la RFEA ya se habían disputado los primeros Campeonatos de España, concretamente el 6 de febrero de 1916 se celebraba en Madrid la primera edición del Campeonato de España de campo a través y también el 9 de septiembre de 1917 se disputaba en el Campo de Atocha de San Sebastián el primer Campeonato de España Absoluto de atletismo al aire libre. Antes de ello, concretamente el 17 de febrero de 1917, y con ocasión del II Campeonato de España de campo a través, se habían reunido en Madrid los delegados de las Federaciones Catalana y Guipuzcoana para "unificar sus reglamentos en vista de las necesidades comunes que van apareciendo, como la organización de Campeonatos y la reglamentación de récords... suponemos que la Castellana se unirá a este movimiento".
En efecto, el 27 de febrero de 1918 la Federación Guipuzcoana remite a las Federaciones Castellana, Catalana y Vizcaína el proyecto de Pacto Interfederal que será aprobado en la reunión que celebraría posteriormente en Barcelona el 2 de marzo de 1919 con motivo del III Campeonato de campo a través. La primera fecha fecha es la que se considera a todos los efectos como de constitución de la RFEA.
Posteriormente el 27 de marzo de 1920 tiene lugar en Bilbao, con motivo del V Campeonato de campo a través, una Asamblea de Federaciones Atléticas Españolas en la que en su punto sexto se trata de la creación de la Federación Atlética Española y se aprueba por unanimidad su constitución. Hay representantes de las cinco federaciones adheridas al pacto (las cuatro citadas anteriormente más la Montañesa, que se había incorporado el 23 de febrero de 1919) y además asisten representantes de Levante y de la Agrupación Pedestrista Gallega, todos ellos participantes en dicho Campeonato. Se forma un Comité Provisional con sede en San Sebastián y presidido por el Señor Gabriel María de Laffite.
El 24 de julio de 1920 en San Sebastián es aprobado provisionalmente el Reglamento redactado por la Federación Atlética Guipuzcoana y se designa el primer Comité Directivo, que preside Laffite. Una vez constituida la Federación se afilia inmediatamente a la Internacional para poder participar en los Juegos Olímpicos de Amberes 1920.
El 26 de marzo de 1921 se ratifica en Santander el acta fundacional y se aprueban los Reglamentos, dándose cuenta de que S.M. El Rey Alfonso XIII ha aceptado la presidencia de honor por lo que la entidad pasa a denominarse Real Federación Española de Atletismo.
En 2019 se abre juicio por abusos sexuales por parte del entrenador Miguel Ángel Millán, siendo la Federación convocada como responsable civil subsidiaria.

## Relación de presidentes de la RFEA
| Presidente                                    | Fecha inicio | Fecha fin    |
| --------------------------------------------- | ------------ | ------------ |
| Gabriel María de Laffite                      | 27.03.1920   | 15.08.1923   |
| Javier Peña Vea-Murguía                       | 15.08.1923*  | 22.02.1925   |
| Augusto Barcia Trelles                        | 22.02.1925   | 31.07.1926   |
| José Ramón de Hoces y Dorticos-Marín          | 20.11.1926   | 24.02.1929   |
| Ramón Sánchez Arias                           | 08.05.1929   | 30.05.1929   |
| José Antonio Trabal y Sans                    | 01.07.1929   | 12.08.1933   |
| Vicente Vea Blanco                            | 12.08.1933   | 05.08.1934   |
| José Hermosa Gutiérrez                        | 02.03.1935   | 20.07.1936   |
| Joaquín Agulla y Jiménez-Coronado             | 01.07.1939 * | 14.07.1949   |
| José Carvajal Arrieta                         | 14.07.1949   | 09.10.1950   |
| Manuel Pérez de Petinto y Alonso Martínez     | 29.11.1950   | 09.11.1951   |
| Alejandro Higelmo Martín                      | 25.04.1952   | 25.11.1954 * |
| Eugenio Martínez Pasalodos                    | 25.11.1954 * | 14.01.1957   |
| José María Revuelta Prieto                    | 14.01.1957   | 26.07.1957   |
| Andrés Tuduri Sánchez                         | 08.11.1957   | 28.03.1962   |
| Manuel Albizu Alba                            | 28.03.1962   | 07.11.1963*  |
| Rafael Cavero Lataillade                      | 07.11.1963   | 01.10.1975   |
| Alfredo Forcano de Broto                      | 01.10.1975   | 30.04.1977   |
| Juan Manuel de Hoz Bravo (reelegido 2 veces)  | 31.05.1977   | 01.10.1988   |
| José María Odriozola Lino (reelegido 6 veces) | 14.01.1989   | 26.11.2016   |
| Raúl Chapado Serrano (reelegido 1 vez)        | 26.11.2016   |              |
| * Fecha exacta desconocida                    |              |              |

## Logros deportivos

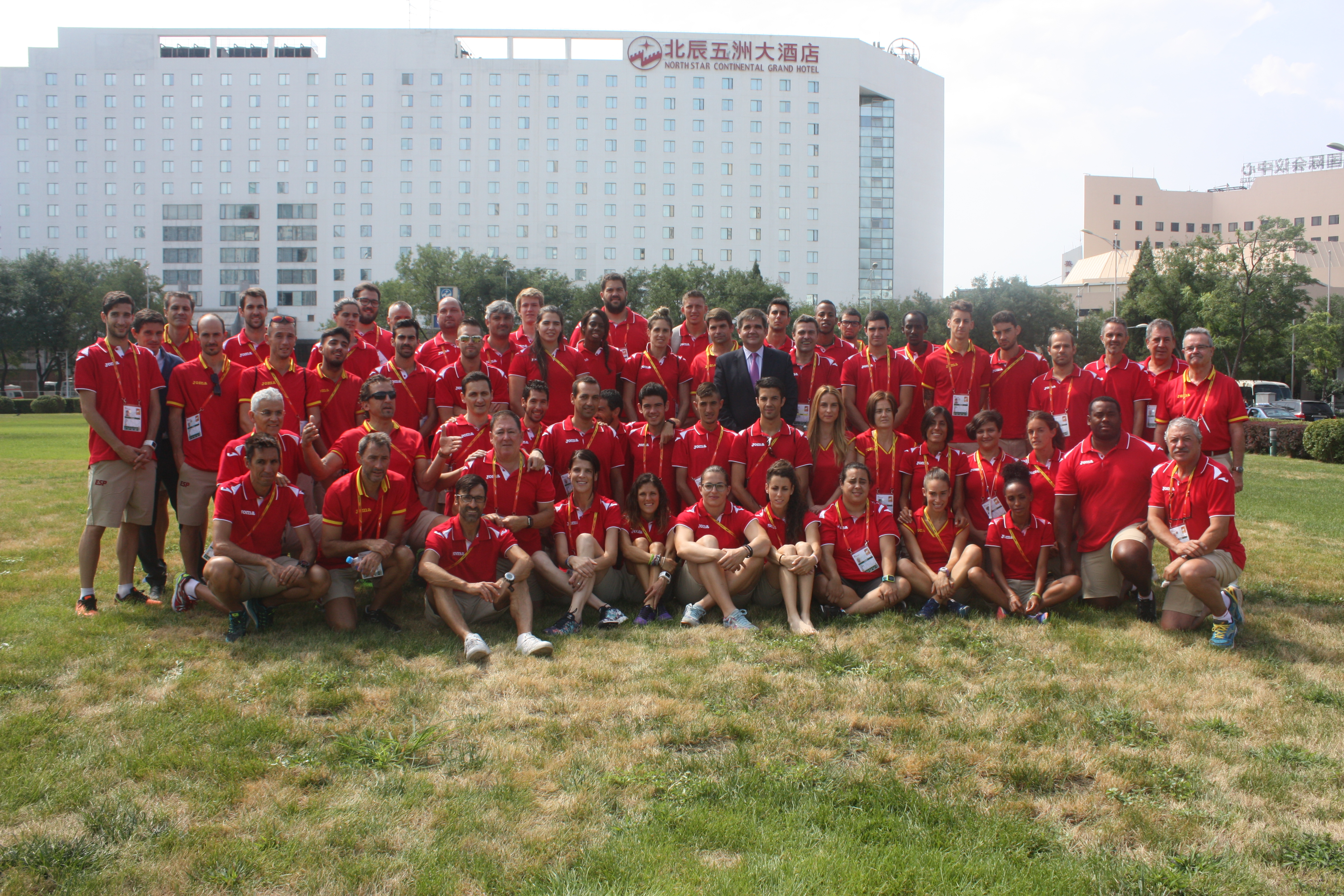
Equipo español de atletismo en el Campeonato del Mundo de Pekín 2015

La primera gran competición internacional en la que tomaron parte atletas españoles fueron los Juegos Olímpicos de Amberes donde participaron 14 hombres, aunque ninguno de ellos consiguió alcanzar la condición de finalista. La primera gran medalla internacional del atletismo español llegaría en el Campeonato de Europa de Praga'78 gracias al marchador Jordi Llopart, que se colgó el oro en la prueba de 50 km marcha. No obstante, con anterioridad Francisco Aritmendi se había impuesto en el Cross de las Naciones disputado en Dublín en 1964 y Carmen Valero se había proclamado doble campeona del mundo de campo a través en los años 70.
Desde entonces los atletas españoles han conseguido 14 medallas en Juegos Olímpicos, entre ellas las de oro de Fermín Cacho en 1.500 metros y Daniel Plaza en 20 km marcha en Barcelona'92 y la de Ruth Beitia en Río2016, 38 medallas en Campeonatos del Mundo de atletismo al aire libre y 70 en Campeonatos de Europa al aire libre, además de innumerables medallas en otros Campeonatos de campo a través, ruta y de otras categorías.
La relación completa de medallistas y actuaciones internacionales y en Campeonatos de España puede consultarse en la web RFEA Archivado el 28 de febrero de 2009 en Wayback Machine..